# Kettenbahn
Eine Kettenbahn ist ein schienengebundenes Transportmittel, bei dem die Fahrzeuge mittels einer Kette von einer oder mehreren stationären Antriebsstationen gezogen werden. Normalerweise ist die Kette dabei endlos umlaufend.
Kettenbahnen waren im 19. und frühen 20. Jahrhundert insbesondere im Bergbau als Grubenbahn verbreitet, zogen die vollen Hunte oder Loren aus der Grube heraus und nach dem Ausleeren zur erneuten Befüllung wieder hinein. Insbesondere in Tagebaugruben, wo die Bahn – wie ein Schrägaufzug – eine relativ kurze und gerade Strecke mit starkem Gefälle überwinden muss, bot sich der Einsatz an. Unter Tage kamen Kettenbahnen wegen der verzweigten und kurvenreichen Gangsysteme mit entsprechend komplizierter Schienen- und Kettenführung nur vereinzelt zum Einsatz. 
Die erste Kettenbahn im deutschen Kohlebergbau wurde im Jahr 1900 in der Alten Grube der Zeche Wattenbacher Kohlenwerk angelegt.
Kettenbahnen stellen eine Vorgängerform der Schienenseilbahn dar, bei der statt eines Drahtseiles eine Kette eingesetzt wird. Dies erklärt sich daraus, dass Drahtseile erst Anfang des 19. Jahrhunderts entwickelt wurden, anfangs sehr teuer, schwer und noch recht unzuverlässig waren. Zudem boten Ketten Vorteile hinsichtlich Führung, Umlenkung, einfaches Ein- und Aushängen der Last, einfache Reparatur und Unanfälligkeit gegen Schmutz. Die Technik des Kettentransportes war von anderen Anwendungen, beispielsweise von Kettenzügen oder aus der Kettenschifffahrt, hinreichend erprobt und bewährt. Heute, da Drahtseile preisgünstiger und zuverlässiger sind, haben die Seilbahnen die Kettenbahnen bis auf wenige Spezialanwendungen verdrängt. 

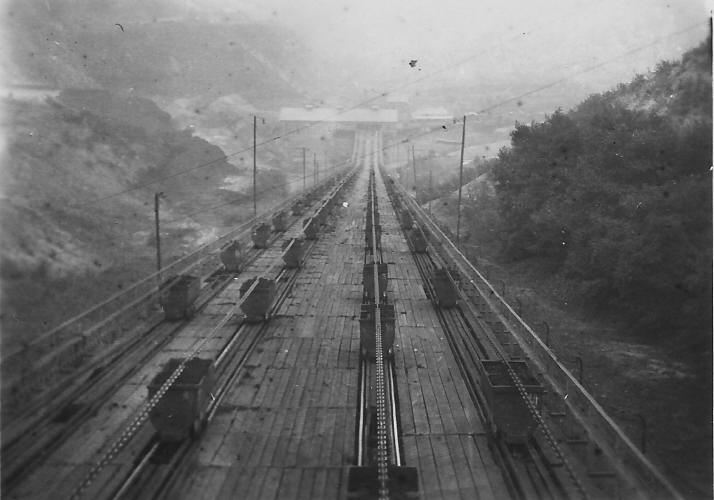
Kettenbahn der Grube Fortuna
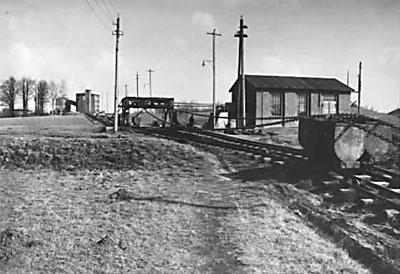
Kettenbahn im Tagebau Berzdorf (1922)
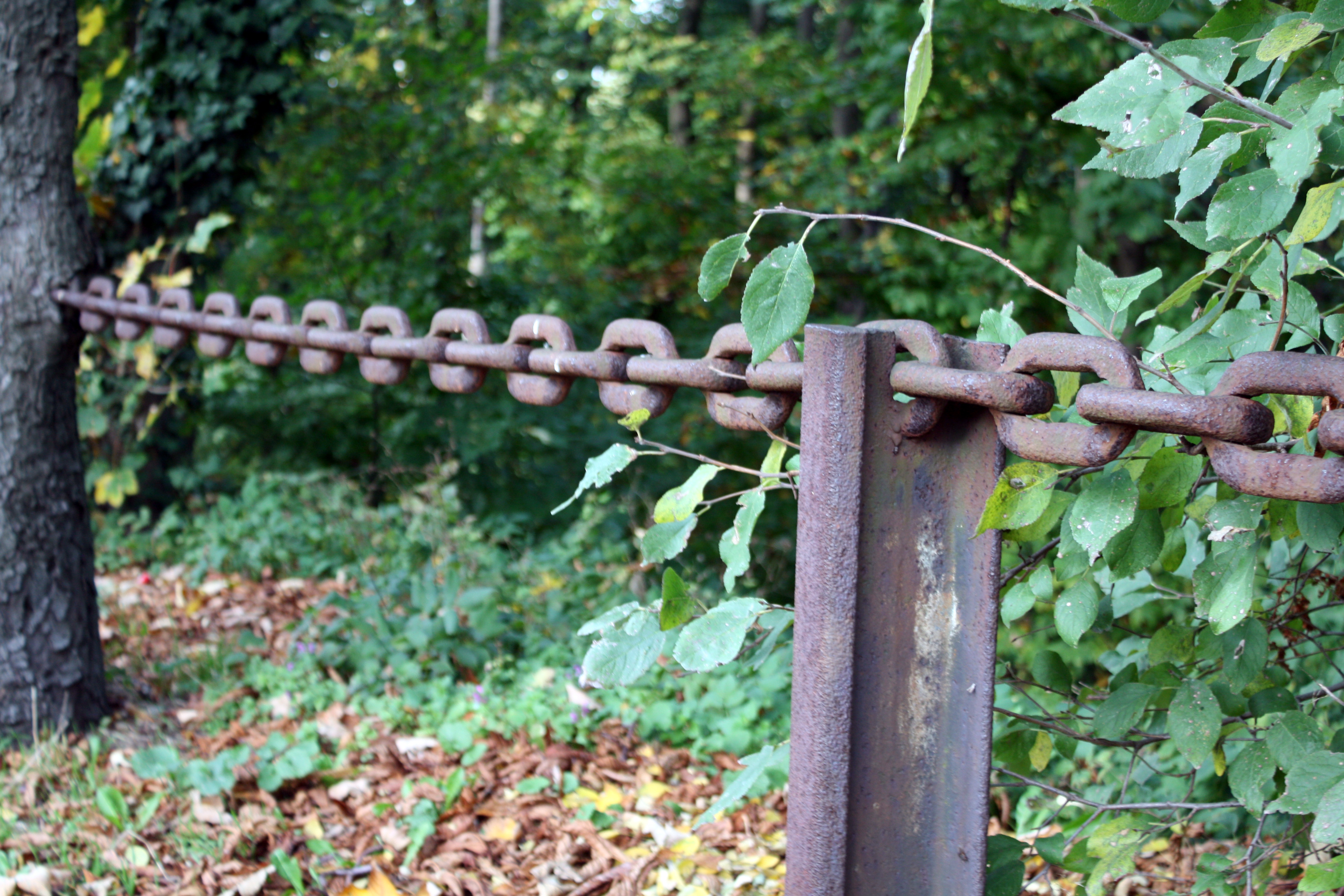
Wegbegrenzung am Hürtherberg, aus Teilen einer ehemaligen Kettenbahn hergestellt
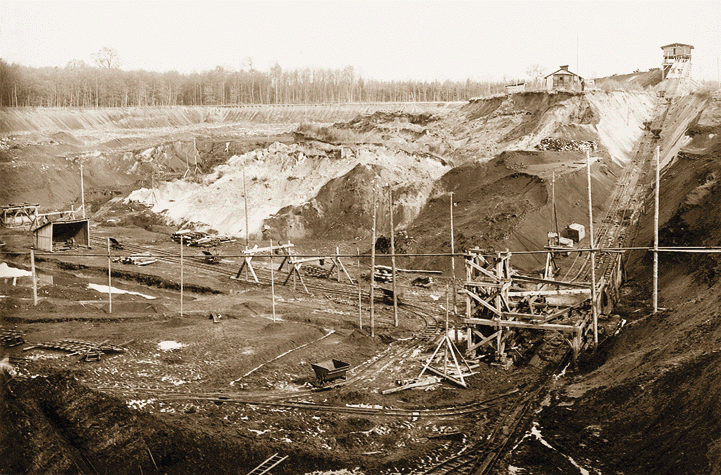
Kettenbahn in der Grube Prinz von Hessen
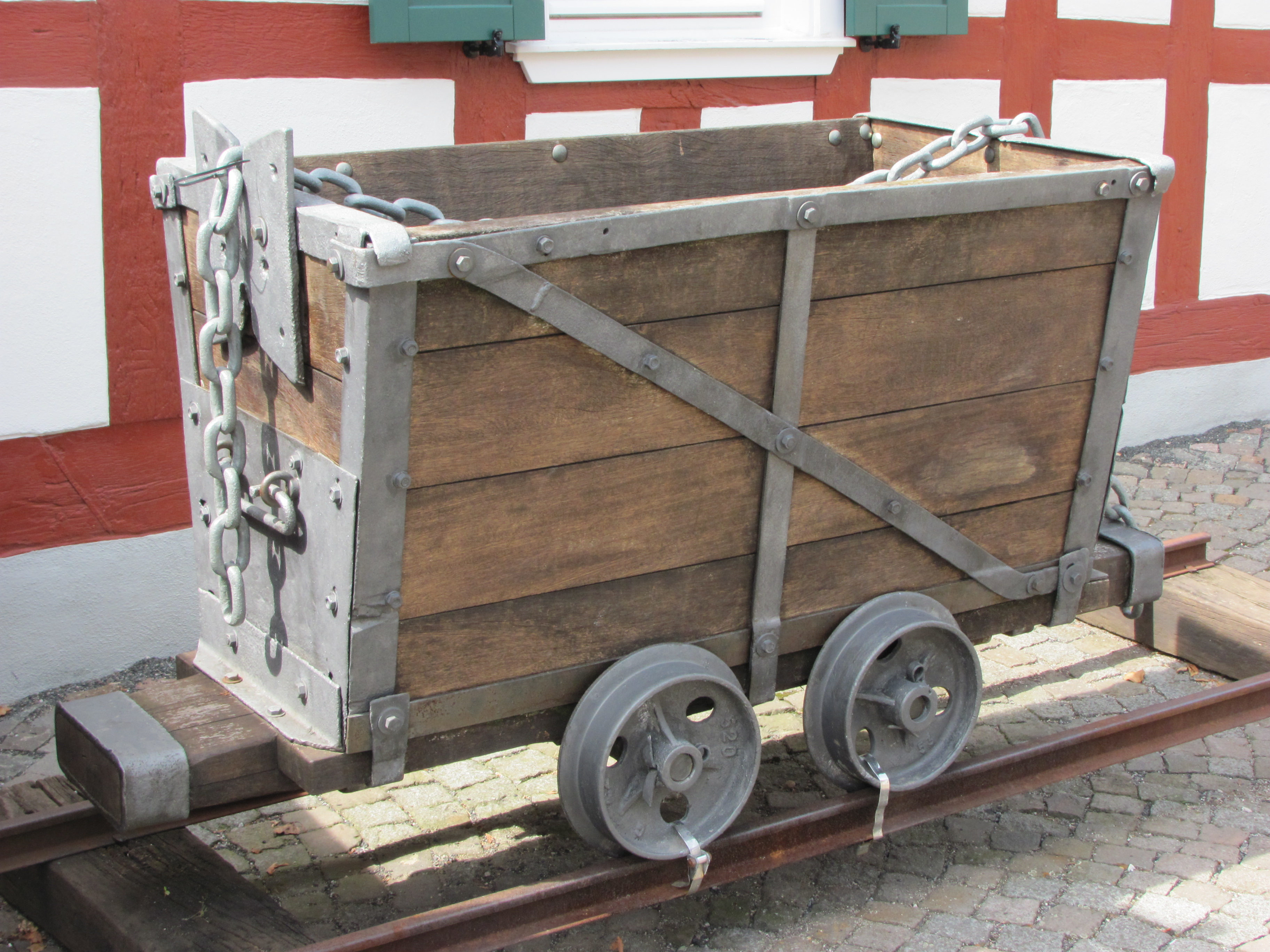
Grubenhunt der Kettenbahn (Grubenbahnen Messel)
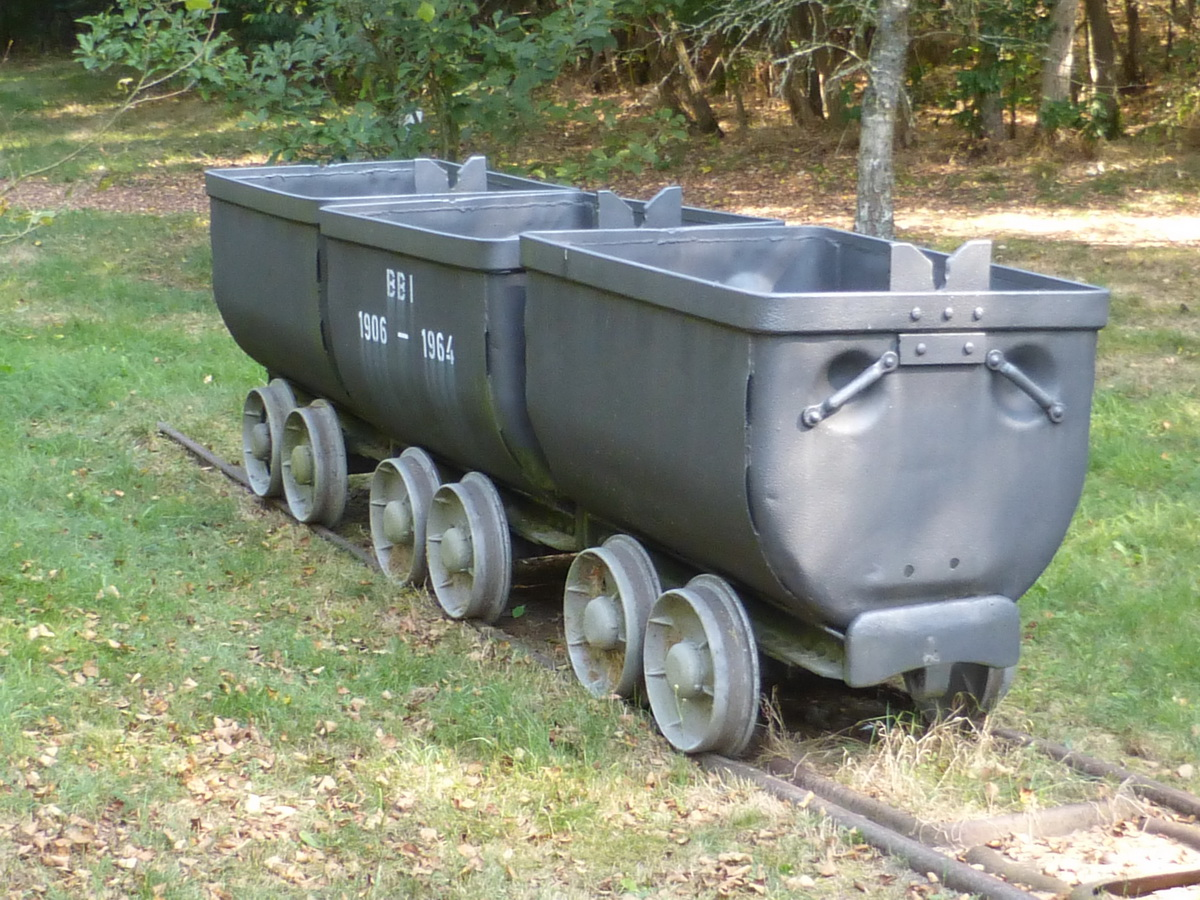
Förderwagen der ehemaligen Kettenbahn (Oberpfälzer Braunkohlerevier)